# Зимові Дефлімпійські ігри 1987
XI Зимові Дефлімпійські ігри пройшли в м. Осло, Норвегія, 7 лютого 1987 року. У змаганнях взяло участь 129 спортсменів із 15 країн. Це вже другі дефлімпійські ігри, які було проведено в Осло. Перші пройшли взимку 1953 року.

## Дисципліни
Змагання пройшли з 3 дисциплін
| - Швидкісний спуск - Лижні гонки - Ковзанярський спорт |

## Країни-учасники
В XI Зимових дефлімпійських іграх взяли участь спортсмени з 15 країн:
| - Австралія - Австрія - Велика Британія - Італія - Канада |  | - Норвегія - Нова Зеландія - СРСР - США - Фінляндія |  | - Франція - ФРН - Швейцарія - Швеція - Японія |

## Нагороди
Країна господар (Норвегія)
| Місце    | Країна          | Золото | Срібло | Бронза | Загалом |
| -------- | --------------- | ------ | ------ | ------ | ------- |
| 1        | Норвегія        | 4      | 5      | 4      | 13      |
| 2        | Фінляндія       | 3      | 3      | 0      | 6       |
| 3        | Канада          | 3      | 1      | 0      | 4       |
| 4        | Австрія         | 2      | 2      | 1      | 5       |
| 5        | Австралія       | 2      | 1      | 0      | 3       |
| 6        | Німеччина       | 2      | 0      | 1      | 3       |
| 7        | СРСР            | 1      | 3      | 6      | 10      |
| 8        | Швейцарія       | 1      | 2      | 1      | 4       |
| 9        | Велика Британія | 0      | 1      | 2      | 3       |
| 10       | США             | 0      | 0      | 1      | 1       |
| 10       | Франція         | 0      | 0      | 1      | 1       |
| 10       | Італія          | 0      | 0      | 1      | 1       |
| Загалом: | Загалом:        | 18     | 18     | 18     | 54      |